# 布萊恩·羅馬
布萊恩·羅馬（Brian P. Roman）是一位美國天文學家。

## 貢獻
布萊恩·羅馬與其他人共同發現了週期彗星111P/Helin–Roman–Crockett、117P/赫琳-羅馬-阿魯彗星和132P/赫琳-羅馬-阿魯彗星。
1988年至1990年間，布萊恩·羅馬發現11顆小行星而獲得小行星中心的認可，其中包括阿波羅群的近地小行星4954艾瑞克。布萊恩·羅馬所有發現都是在帕洛瑪天文台完成的，他也在那裡參與了跨行星小行星勘測。
主帶小行星4575（Broman）由美國天文學家埃莉諾·赫琳於1987年發現，並以他的名字命名。

## 外部連結
- Brian Roman （页面存档备份，存于）, McDonald Observatory